# پوکوواتس
پوکوواتس (به صربی: Pukovac) یک منطقهٔ مسکونی در صربستان است که در دویواتس واقع شده‌است. پوکوواتس ۳٬۸۶۴ نفر جمعیت دارد.